# Collegium Musicum Lviv
Collegium Musicum (ukr. Колеґіум Музікум) – мистецька спільнота та музична аґенція, яка спеціалізується на класичній музиці. Діяльність музичної аґенції спрямована на популяризацію музичного й поетичного мистецтва, залучення громадськості до співтворчості й подолання розриву між виконавцем і слухачем.

## Походження назви
Назву "Collegium Musicum" мали музичні товариства у німецьких містах у XVII - XVIII сторіччях, що виникали при школах чи університетах. До таких угрупувань свого часу входили Й.С. Бах, Ґ.Ф.Телеман, Ф.Кулау та інші.
Багато сучасних колективів і спільнот у різних країнах використовують цю назву.
Collegium Musicum Lviv започатковано 2012 року. Засновники - дириґент Іван Остапович, поет Тарас Демко, скрипалі Петро Тітяєв, Ігор Завгородній і Орест Смовж. Collegium Musicum об'єднує широке коло творчих особистостей: музикантів; літераторів, акторів, журналістів та ін) з метою створення культурного простору — як платформи для молодого митця та залучення активного слухача.

## Ukrainian Festival Orchestra
Оркестр Collegium Musicum був заснований 2014 року на базі однойменної мистецької спільноти у Львові. Ініціаторами створення колективу були дириґент Іван Остапович та поет, літературознавець Тарас Демко.
За роки існування, оркестр став відомим в Україні та за її межами. Учасник престижних музичних фестивалів у Львові. Співпрацює з такими відомими музикантами як дириґент Лев Маркіз, піаністи Андрій Гаврилов, Антоній Баришевський, Дмитро Чоні, скрипалі Сергій Островський, Кирило Шарапов, Ігор Завгородній, Орест Смовж, віолончеліст Денис Северін, вокалісти Крістіан Гільц, Ріхард Реш, Тетяна Журавель.
В репертуар оркестру входить музика різних епох, від барокової до сучасної.
Особливістю оркестру є те, що він повністю складається із молодих та ініціативних музикантів країни.

Collegium Musicum Orchestra дебютував на заключному концерті фестивалю “Дні музики Баха від Collegium Musicum”, а згодом на фестивалі камерної музики “Зимові Вечори від Collegium Musicum”. Творчий доробок колективу складають програми рідковиконуваної і майже невідомої українському слухачеві музики. Зокрема, у виконанні оркестру вперше у Львові прозвучали твори придворних французьких композиторів Рамо і Люлі.

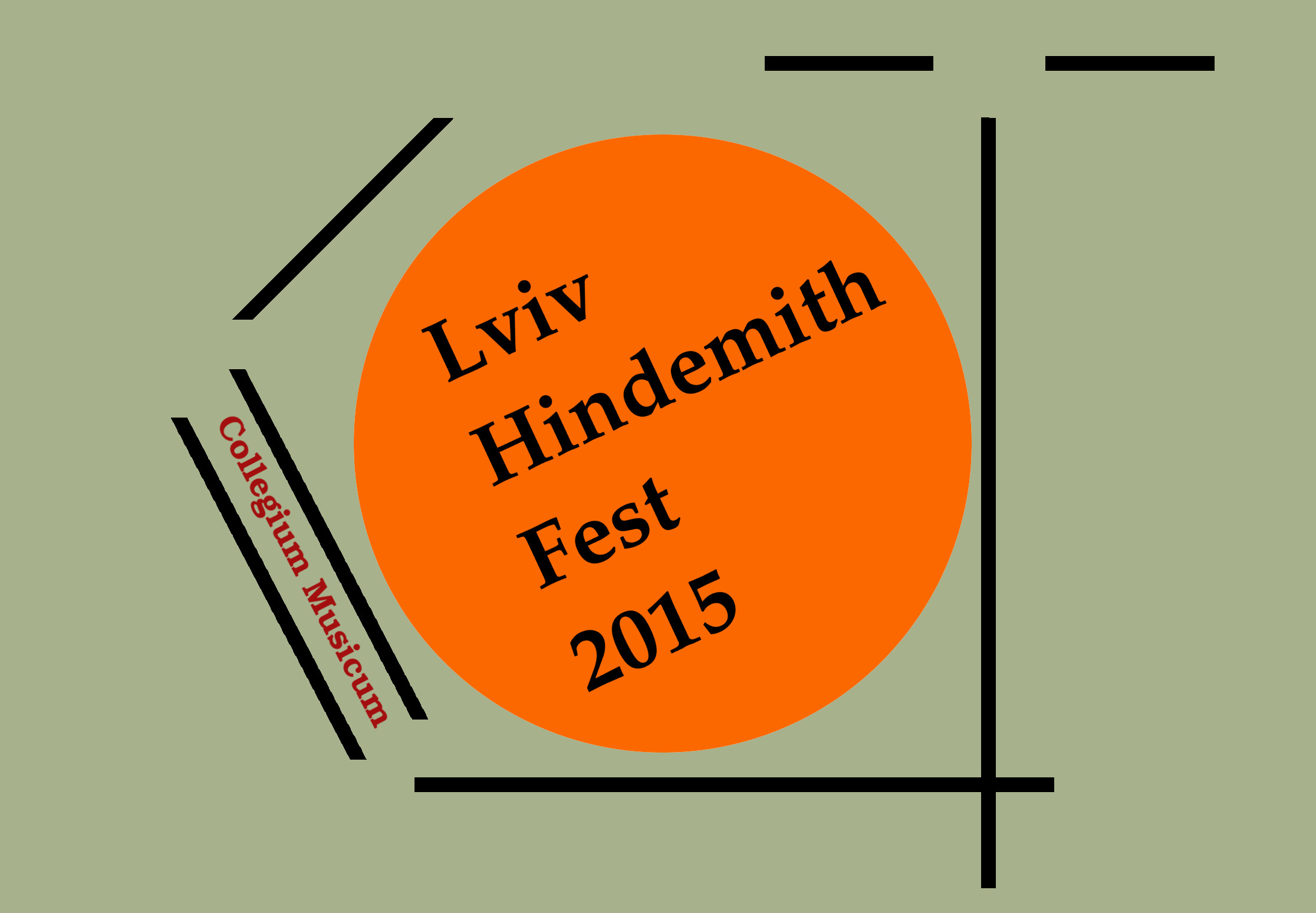

На початку 2018 року колектив пережив фундаментальне оновлення, яке торкнулося складу, репертуару, головної ідеї та відобразилося у назві – Український Фестивальний Оркестр.

## Діяльність
Організація фестивалів:
- - Фестиваль «Дні Музики Баха» (травень, червень, 2014)
- - Фестиваль камерної музики “Зимові Вечори” (грудень, 2014)
- - Фестиваль “Collegium Fest: зимовий сезон” (грудень, 2015)
- - Львів Гіндеміт Фест (Lviv Hindemith Fest) (вересень, 2015)[6]

Участь у фестивалях:
- Участь у міжнародному фестивалі “Віртуози” (2015, 2016)
- Участь у фестивалі “Ніч у Львові” (2013, 2014, 2015, 2016)
- Участь і організаційна діяльність у фестивалі Kyiv Contemporary Music Days (2015)
- Участь і організаційна діяльність на Бах-Маратоні 2015

Інші проєкти:
- Проект “Музика Версалю” (перше виконання у Львові оркестрової музики французьких - придворних композиторів)
- Понад півтисячі концертних проектів із різними програмами за участю молодих професійних музикантів (2012 - 2016).
- CM Recordings Label 2015. Записи світової класики за участю молодих українських музикантів, з метою випуску авдіодиску.
- Видання перекладу лібрета першої опери, що збереглась, «Еврідіки» Я.Пері.
- Вихід у світ інтернет-видання “Часопис |А:|” (статті, інтерв’ю, аналітика про культуру і особистостей)
- Лекційні проекти (2014, 2015): понад 20 лекцій на різноманітні теми — музика, література, загальнокультурні теми.
- Спільний проект із всесвітньо відомим піаністом Андрієм Гавриловим та проведення онлайн трансляції концерту із львівської філармонії (Radio Skovoroda)
- Авторська програма про класичну музику “Територія Класики” на Radio Skovoroda[7] (2016, 2017)

Collegium брали участь у міжнародних фестивалях класичної музики “Віртуози” (2017), Odesa Classics(2017), LvivMozArt (2018, 2019), Львівський органний фестиваль (2018-2020), фестивалях “Ніч у Львові” (2012-2019), ПогранКульт - Галіція Культ (Харків, 2016), Національний фестиваль Кропивницький (2017) та інших.

## Міжнародний конкурс композиторів у Львові
Проект у співпраці з Департаментом з питань культури, національностей та релігій / Львівською державною обласною адміністрацією / Львівською філармонією. До участі в конкурсі запрошено композиторів з будь-якої країни, народжених не раніше 10 листопада 1981 року.
Конкурсною вимогою був твір для струнного оркестру тривалістю від 10 до 17 хвилин, який ніколи не виконувався публічно і не був записаний та тиражований на аудіо чи відео носіях, а також виставлений в публічний доступ в інтернеті. Переможцями стали композитори Денис Бочаров, Віталій Кіяниця і Євген Петров - записи їхніх творів, виконаних на ґала-концерті опубліковані на офіційному Youtube каналі Collegium Musicum. [Архівовано 18 лютого 2017 у Wayback Machine.]

## Додаток української класичної музики Ukrainian Live Classic
UKRAINIAN LIVE CLASSIC - це перший український мобільний додаток та медіа-платформа, які презентують класичну музику України.

## Нагороди
Відзнака львівської мерії (2016)
Відзнака міністерства культури України (2017, 2019)
Відзнака Європейської асоціації фестивалів (2019)